# 孔特维尔 (卡尔瓦多斯省)
孔特维尔（法語：Conteville，法語發音：[kɔ̃tvil] ⓘ）是法国卡尔瓦多斯省的一个旧市镇，属于卡昂区。2017年，孔特维尔与临近的4个市镇合并为新市镇瓦朗布赖。

## 地理
孔特维尔（49°5'20"N, 0°14'10"W）面积4.14 平方千米，位于法国诺曼底大区卡爾瓦多斯省，该省份为法国西北部沿海省份，北濒大西洋英吉利海峡，东北与滨海塞纳省以海上边界相接，东临厄尔省，南至奧恩省，西与芒什省接壤。
与孔特维尔接壤的市镇（或旧市镇、城区）包括：比伊、希什博维尔、加尔塞勒-塞克维尔、普西拉康帕涅、圣艾尼昂-德克拉梅尼勒。

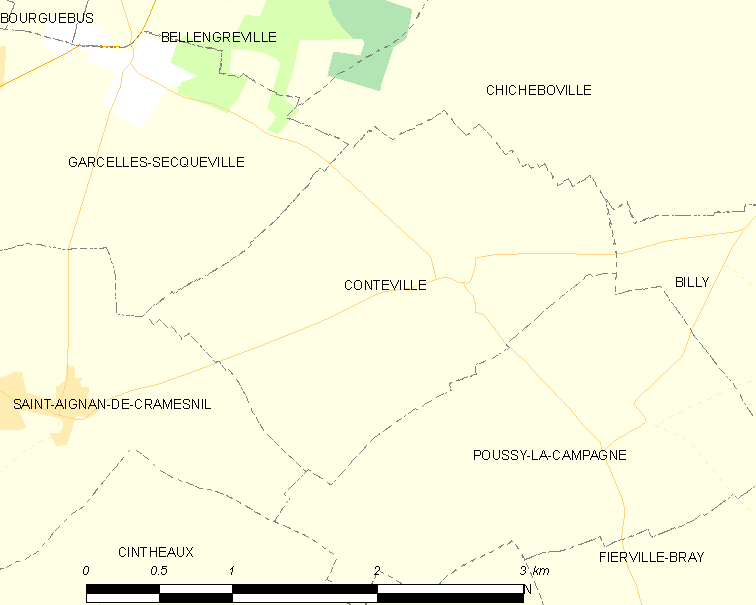
的OSM定位图

孔特维尔的时区为UTC+01:00、UTC+02:00（夏令时）。

## 行政
孔特维尔的邮政编码为14540，INSEE市镇编码为14176。

## 政治
孔特维尔所属的省级选区为特罗阿恩县。

## 人口

1962-2008年间人口变化图示

孔特维尔于2018年1月1日时的人口数量为92人。